# Río Pao
El Río Pao es un afluente que recorre una los estados Carabobo, Cojedes y Guárico, en Venezuela, teniendo una longitud de 268 km, siendo de gran importancia para la regíon ya que se encuentra emplazado en dos embalses; Cachinche y Pao, teniendo la desembocura en el oeste del estado Guárico, específicamente en el municipio Francisco de Miranda. 

## Geografía
Nace en el embalse Cachinche (el mayor surtidor de agua a la ciudad de Valencia, Carabobo). Fluye a lo largo de 268 km hasta desaguar en el Río Portuguesa, en la población Guadarrama del estado Barinas y cerca de El Socorro de Portuguesa, estado Guárico, siendo una vasta zona ganadera que en los meses de invierno se inunda por las crecidas de los ríos y caños. En su recorrido por las tierras pertenecientes a la región de montañaso y de los Los Llanos venezolanos.